# REVERSi
『REVERSi』（リバーシ）は、2022年2月16日にavex traxよりリリースされたDa-iCEのCONCEPT EPで7枚目のアルバム。
CD+DVD (スマプラ対応)、CD+Blu-ray Disc (スマプラ対応)、CD ONLY (スマプラ対応)の3形態で発売された。

## 収録曲

### CD
1. DOSE
  - 作詞：花村想太、工藤大輝
  - 作曲：花村想太、工藤大輝、Lukas Hallgren
2. Clap and Clap
  - 作詞：花村想太、MEG.ME
  - 作曲：花村想太、MEG.ME、Louis、三沢崇篤
  - サンカット® ライトアップUV エッセンスのCMソング[3]。「太陽を味方につける」をテーマに制作され、夏を感じる爽やかでホットなポップナンバーに仕上がっている[4]。
3. SWITCH
  - 作詞：工藤大輝
  - 作曲：ケンカイヨシ、田川リョウイチ、ナカツジアラタ
  - テレビ東京『ユーチューバーに娘はやらん!』主題歌
4. Break out
  - 作詞：花村想太
  - 作曲：花村想太、福田智樹(Natural Lag)
  - テレビ東京『オリエント』OPテーマソング
5. Sweet Day
  - 作詞：内澤崇仁
  - 作曲：内澤崇仁
6. NIGHT OWL
  - 作詞：佐藤千亜妃
  - 作曲：佐藤千亜妃
7. ホンネはJoke
  - 作詞：大野雄大
  - 作曲：TSINGTAO、YAGO、p.e.t.
8. Promise
  - 作詞：花村想太
  - 作曲：花村想太
  - 仮面ライダー50周年記念作品『仮面ライダー ビヨンド・ジェネレーションズ』主題歌
9. Kartell
  - 作詞：工藤大輝
  - 作曲：工藤大輝、島田惇
  - リーダーの工藤大輝がDa-iCEにとっての新たな10年への初手として、そして決意を表明する1曲として、作詞・作曲を手がけた作品である[5]。
  - タイトルのカルテルとは同業種内の複数企業が協定を結び、独占的利益を得ることを目的に、商品の価格や生産量などを取り決める行為を意味する語である[6]。楽曲のコンセプトは、長いものに巻かれて思考停止に陥ることへの警鐘、流れを淀ますモノに対する痛烈な批判と共に、積み上げたキャリアを持って突き進む希望のメッセージとなっている[7]。
  - 2024年5月17日にDa-iCEがテレビ朝日「ミュージックステーション」に初出演した際、リーダーの工藤大輝は袖に「Kartell」と手書きされた衣装を着用して出演した[8]。